# Baldwin AS-616
A Baldwin AS-616 foi uma locomotiva diesel-elétrica do tipo "switcher" — ou seja, foi projetada para serviços de linha e de manobras.
Foram fabricadas pela Baldwin Locomotive Works, junto com as Baldwin-Whitcomb, sendo as únicas locomotivas diesel-elétricas produzidas pela Baldwin para o Brasil.
Ao todo foram produzidas 221 locomotivas AS-616 (sendo 7 unidades tipo 'B'), que foram utilizadas principalmente nos EUA, entretanto foram vendidas 20 unidades para o Ferrocarriles Nacionales de México - México, 9 unidades para Orinoco Mining Comapny (US Steel) - Venezuela e 37 unidades para o Brasil, compradas pela Estrada de Ferro Central do Brasil e Rede de Viação Paraná-Santa Catarina.
O equipamento elétrico era de fornecimento da Westinghouse, tanto o gerador de tração como os motores de tração.
O motor era o Baldwin 608A turbo-alimentado de 8 cilindros e 1979 polegadas cúbicas.
Todas as locomotivas que vieram para o Brasil estava equipadas com MU (tração múltipla) para acoplamento de até 3 unidades.
Ela detém o privilégio de ser a primeira máquina com truque "C", para serviços de linha, juntamente com a Alco-GE de 1.600 HP (tipo híbrido, parte mecânica Alco e parte elétrica GE), tanto em bitola métrica como larga.
Existiu 2 versões da AS-616, uma para bitola de 1,6m e outra para 1,0 metro. Em termos de potência são idênticas, mas externamente possuem diferenças significativas.

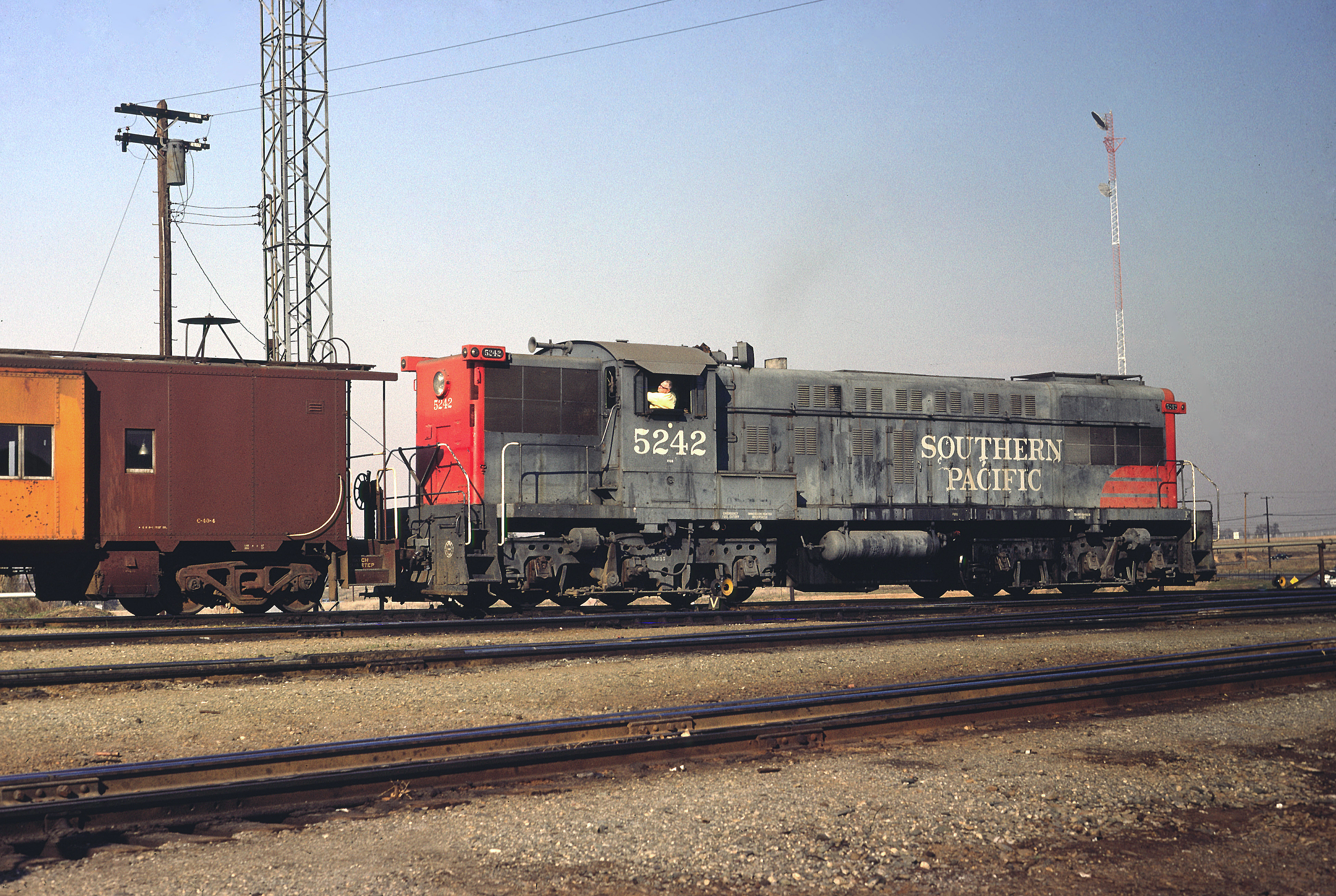
AS-616 operada pela extinta Southern Pacific

## Tabela
| Modelo | Potência (HP) | Bitola (m) | Fabricante | Origem | Ano de Fabricação |
| ------ | ------------- | ---------- | ---------- | ------ | ----------------- |
| AS616  | 1600          | 1,600      | Baldwin    | EUA    | 1952              |
| AS616E | 1600          | 1,000      | Baldwin    | EUA    | 1953 e 1954       |

## Proprietários Originais
- No Brasil receberam o apelido de Espanta Demônio devido a sua aparência.

## AS-616
As AS-616 começaram a ser exportadas em 1951 e neste mesmo ano a Central do Brasil encomendou 32 unidades, sendo 12 para bitola de 1,6 metro e 20 para a de 1,0 metro.
A única modificação básica do modelo doméstico americano (bitola de 1,435 m) para o nosso foi o alargamento do truque para a bitola larga. Foram equipadas com freio dinâmico no nariz curto.
Elas entraram em serviço inicialmente na região de Barra do Piraí (RJ), para operar com trens de minério. Chegaram a formar trens na linha do Centro com 4700 toneladas entre Conselheiro Lafaiete e Santos Dumont e 5400 toneladas até Volta Redonda.
Foram as primeiras locomotivas a serem operadas no sistema de "tração distribuída", aonde foram empregadas três AS-616 na frente do trem e dus no meio, tracionando 80 vagões de minério, totalizando 8840 toneladas.
Posteriormente, foram transferidas para serviços de manobra nos pátios e linhas de subúrbio e, finalmente, foram transferidas (já no fim de sua vida) para a ex-Divisão Especial de Subúrbios do Grande Rio, atualmente CBTU.

## AS-616E
EFCB
O "E" das AS-616E significa "export", isso porque foram modificadas para bitolas estreitas existentes fora dos EUA. Estas 20 unidades foram a maior encomenda de AS-616E que a Baldwin recebeu.
Inicialmente foram designadas para operar em Belo Horizonte (MG), no trecho de bitola métrica da Central do Brasil, para puxar trens cargueiros, e posteriormente para serviços de manobras nos pátios. Também operaram na região de Montes Claros, norte de Minas Gerais.
RVPSC
A Paraná – Santa Catarina encomendou suas AS-616E em 1953, baseada nas informações da EFCB e também porque necessitava de uma máquina com bom desempenho, e foram operar na região de Ourinhos – Curitiba-(PR).
Estas máquinas eram idênticas às da Central, apenas com a inclusão do freio a vácuo para a composição.
Entretanto, estas locomotivas não se adaptaram às condições da via permanente da RVPSC (segundo informações colhidas, ela "abria a linha", devido ao peso) e tiveram vida curta, sendo trocadas por locomotivas GE tipo Cooper-Bessemer C+C da EF Sorocabana.
EFS
A Sorocabana possuiu 15 AS616E, sendo 10 compradas da Central do Brasil em 1954 e 5 da RVPSC que foram trocadas por 10 locomotivas GE C+C de 660 HP. Esta troca foi efetuada em 1955 (4 máquinas) e 1956 (6 máquinas).
Na Sorocabana, operaram inicialmente na linha tronco entre Assis (final da eletrificação) e Presidente Prudente, tracionando carga e passageiros.
Posteriormente, foram transferidas para a Baixada Santista, operando inclusive na linha Mairinque – Santos (SP), onde gozavam de ótima reputação. Segundo os maquinistas, as Baldwin "não choravam na rampa".
Elas ficaram conhecidas como "papo-amarelo", pois chegaram na EFS ainda nas cores originais da Central, que eram o azul colonial para o corpo e amarelo cromo para a frente e traseira. Posteriormente, foram pintadas nas cores da Sorocabana, verde colonial, branco para as faixas e cinza para faixa.
A última AS-616 a ser baixada foi a 3408 da FEPASA, que só parou de circular por falta de peças de reposição, sendo abandonada.